# Volvulus

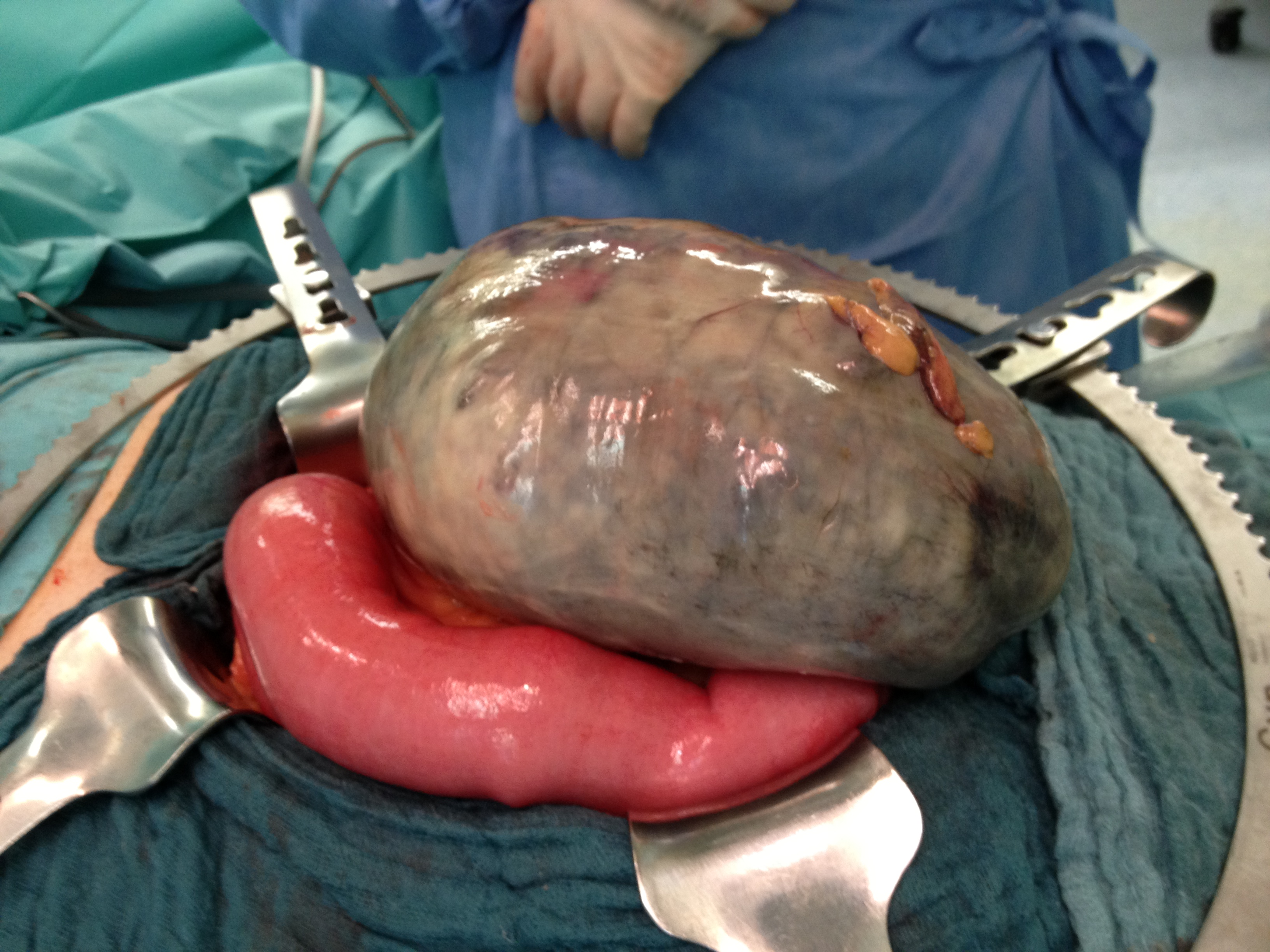
Volvulus avec gangrène du sigmoïde.

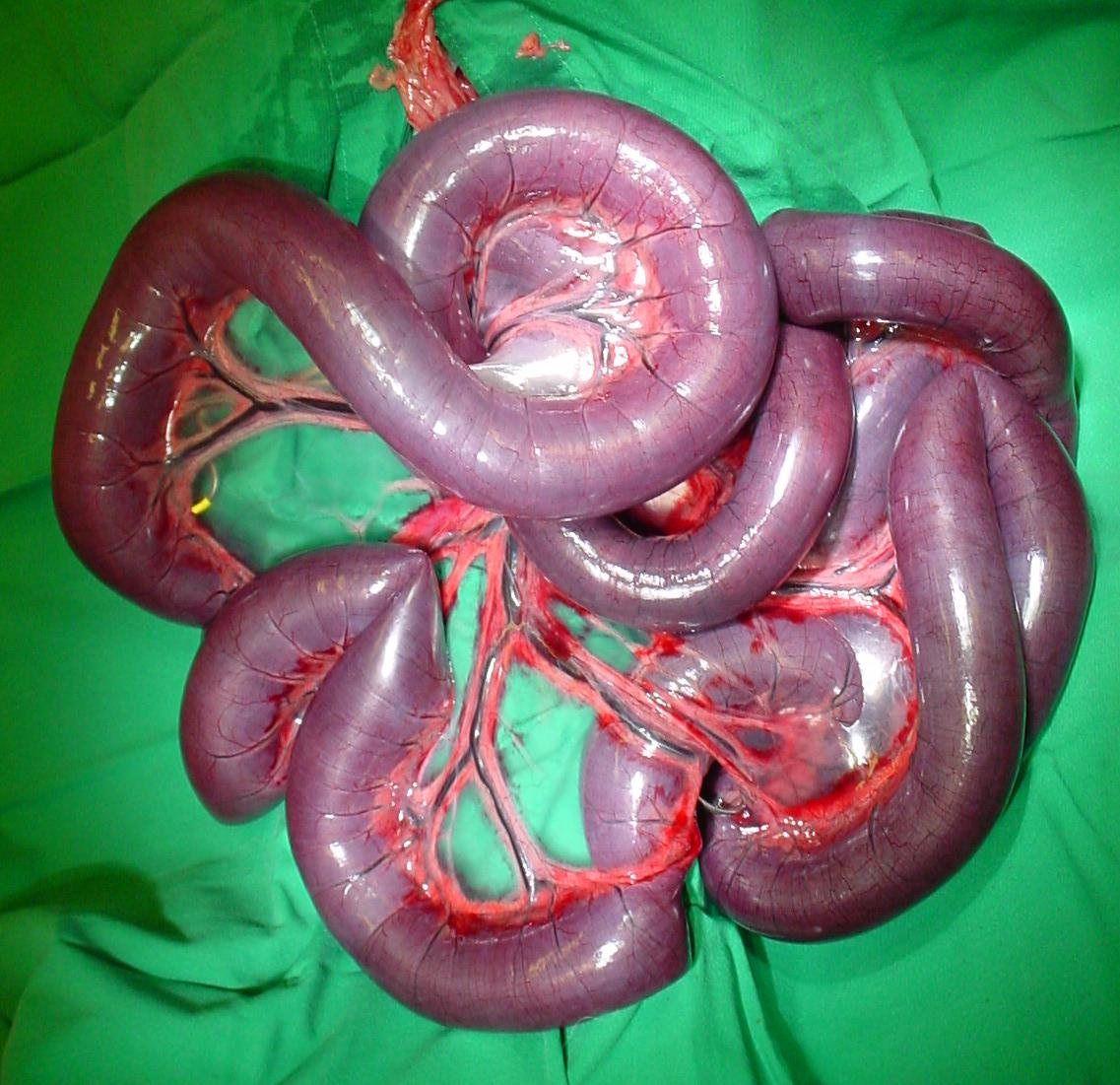
Volvulus mésentérique complet d'un chien berger allemand.

Volvulus est un mot latin pour indiquer le retournement d'un tube sur lui-même en faisant une boucle qui s'étrangle à la base.
Ce terme est utilisé en médecine appliqué au tube digestif pour désigner certains cas d'obstruction mécanique au transit intestinal. 

## Localisation
Les sièges les plus fréquents de volvulus sont : 
- le côlon (sigmoïde et cæcum par ordre de fréquence) ; c'est le cas le plus fréquent[3] ;
- l'estomac (chez les patients porteurs d'une hernie hiatale : l'estomac est remonté vers le thorax  à travers le diaphragme et il peut se retourner sur lui-même en cette localisation).

## Tableau clinique
Il est essentiellement celui d'occlusion de la partie de tube digestif ou siège le volvulus. 
Le diagnostic est confirmé par radiographie, échographie.

## Incidence
À titre d'exemple, de 1960 à 1980, 137 patients atteints de coliques volvulus (52 % du cæcum, 3 % le côlon transverse, 2 % angle colique gauche, et 43 % sigmoïde) ont été vus à la clinique Mayo. Parmi les 59 patients avec volvulus sigmoïde, quatre (7 %) ont eu un infarctus du côlon.

## Mortalité
Dans le cas cité ci-dessus, la survie totale avec volvulus sigmoïde était de 93 %. 

Il y avait 71 patients avec volvulus caecal. Des décompressions coloscopiques ont été accomplies chez deux de ces patients et chez 15 patients (21 %) touchés au  côlon. 

La mortalité par gangrène était de 33 %. La mortalité totale pour les patients à volvulus caecal a été de 17 %.
La mortalité pour toutes les formes de volvulus chez les patients avec deux points viables était de 11 %. Mortalité pour tous les patients atteints de volvulus était de 14 %.
De manière générale, c'est une maladie grave, entraînant une mortalité assez élevée. 

## Traitement
Il peut être endoscopique dans le cas du sigmoïde ou chirurgical pour le reste des localisations et pour les formes compliquées.